# Jurij Dolgorukij
Furst Jurij Dolgorukij (ryska: Юрий Долгорукий, "Jurij den långarmade"), Jurij av Kiev, född cirka 1090, död 15 maj 1157, var Moskvas grundare. Även Tver anses vara grundat av honom.

## Biografi
Jurij Dolgorukij var en nyckelperson i överförandet av politisk makt från Kiev till Vladimir-Suzdal efter sin äldre bror Mstislav I:s bortgång. Dolgorukij var storfurste av Kiev från september 1149 till april 1151 och återigen från mars 1155 till maj 1157.
Jurij Dolgorukij var Vladimir II Monomachs son, möjligen med hustrun Gytha av England, dotter till Harald Godwinson. Tidpunkten för hans födelse är okänd, enligt krönikorna ska hans äldre bror Vjatsjeslav (född 1083) ha sagt "jag är mycket äldre än du, jag hade redan fått skägg när du föddes".
1108 skickades Jurij Dolgorukij av sin far för att i hans namn styra över den stora Rostov-Suzdal-provinsen i Kievriket. Även Vladimir föll under Jurijs makt. Moskvariket blev en förläning i Vladimir-Suzdals välde 1283 men redan på 1320-talet lades Vladimir-Suzdal under Moskva som blev till ett maktcentrum för rusernas välde.
Han deltog i maktkampen om Kievriket, och intog huvudstaden 1149, men överlät makten till sin brorson 1151. 1155 tog han makten igen, och regerade fram till sin död 1157.

## Utmärkelser
Asteroiden 7223 Dolgorukij är uppkallad efter honom.

## Familj
Jurij Dolgorukij härstammade från Rurik av Novgorod och blev ursprunget till den jurjevitiska grenen av rurikdynastin med Alexander Nevskij, Moskvas storfurstar Dmitrij Donskoj och Ivan den store och tsarer av Ryssland från Ivan IV "den förskräcklige" till Fjodor I av Ryssland som dog 1598.
Han fick många söner som regerade efter honom, uppgifterna om barnens födelsetid och vilka som är deras mödrar är omstridda, men ett antagande listas nedan.
Med första hustrun, enligt Nestorskrönikan en dotter till Aepa Ocenevitj, polovtsernas khan, äktad 1108:
- Rostislav Jurjevitj (en), furste av Perejaslav (d. 6 april 1151).
- Ivan Jurjevitj, furste av Kursk (d. 24 februari 1147).
- Olga Jurjevna (d. 1189), g.m. Jaroslav Osmomisl (en) (ca 1135-1187), berömd furste av Galitj
- Maria Jurjevna, g.m. Oleg Sviatoslavitj, furste av Novhorod-Siverskyj.
- Sviatoslav Jurjevitj (d. 11 januari 1174).
- Jaroslav Jurjevitj (d. 12 april 1166).
- Gleb av Kiev (d. 1171).
- Boris Jurjevitj, furste av Belgorod och Turaŭ (d. 12 maj 1159).
- Mstislav Jurjevitj, furste av Novgorod (d. 1166).
- Vasilko Jurjevitj, furste av Suzdal (avsatt 1161).

Med andra hustrun, den grekiska prinsessan Helena, möjligen sondotter till kejsar Alexios I Komnenos:
- Vsevolod III av Kiev, Vsevolod Jurjevitj av Vladimir (1154–1212). Denne fick 14 barn, och kallades "Vsevolod med det stora boet"*
- David Jurjevitj
- Yaropolk Jurjevitj

Motstridiga uppgifter om moderskap gäller:
- Andrej Bogoljubskij, Andrej I furste av Vladimir-Suzdal (ca 1110–1174), den förste som bar titeln
- Mikael I av Kiev, Michalko Jurjevitj av Vladimir (ca 1110–1176)